# Hydroptila idefix
Hydroptila idefix är en nattsländeart som beskrevs av Malicky 1979. Hydroptila idefix ingår i släktet Hydroptila och familjen smånattsländor. Inga underarter finns listade i Catalogue of Life.